# 陳婉容
陳婉容（Chan Yuen Yung Sherry，1985年12月11日—），香港作家、評論員、獨立記者及旅行家，畢業於香港真光中學，香港中文大學政治與行政學系及倫敦大學法律學系，現為威斯康辛大學社會學博士研究生，師承社會學家埃里克·奧林·賴特。她於《明報》﹑《蘋果日報》﹑《信報》﹑《主場新聞》等華文媒體發表國際政治（主要是中東政治）及香港本土政治評論，亦有於台灣媒體發表兩岸評論。2013年6月為多份報章採訪2013年伊朗總統選舉，並曾接受訪問報導敘利亞內戰蔓延至鄰國如約旦、黎巴嫩的情況。
曾任端傳媒國際組主編，2025年7月起，擔任端傳媒總編輯。

## 著作
- 《茉莉花開——中東革命與民主路》

## 外部連結
- 個人博客 （页面存档备份，存于）
- Facebook個人專頁
- Facebook旅行專頁 - 沒有終點的旅行 （页面存档备份，存于）